# Municipio de Adrian (Míchigan)
El municipio de Adrian (en inglés: Adrian Township) es un municipio ubicado en el condado de Lenawee en el estado estadounidense de Míchigan. En el año 2010 tenía una población de 6035 habitantes y una densidad poblacional de 68,52 personas por km².

## Geografía
El municipio de Adrian se encuentra ubicado en las coordenadas 41°56′57″N 84°4′30″O / 41.94917, -84.07500. Según la Oficina del Censo de los Estados Unidos, el municipio tiene una superficie total de 88.08 km², de la cual 88,04 km² corresponden a tierra firme y (0,05 %) 0,04 km² es agua.

## Demografía
Según el censo de 2010, había 6035 personas residiendo en el municipio de Adrian. La densidad de población era de 68,52 hab./km². De los 6035 habitantes, el municipio de Adrian estaba compuesto por el 95,18 % blancos, el 1,16 % eran afroamericanos, el 0,3 % eran amerindios, el 0,6 % eran asiáticos, el 1,16 % eran de otras razas y el 1,61 % eran de una mezcla de razas. Del total de la población el 7,44 % eran hispanos o latinos de cualquier raza.